# Брыница (река)
Брыни́ца (пол. Brynica) — река в Силезском воеводстве Польши, правый приток Чёрной Пшемши. Длина реки составляет 54,9 км, а площадь бассейна — 483 км².
Река протекает через такие города и гмины, как Козегловы, Севеж, Меженчице, Мястечко-Слёнске, Свярклянец, Бобровники, Пекары-Слёнске, Семяновице-Слёнске, Челядзь, Сосновец, Катовице и Мысловице. Истоки реки находятся в деревне Мыслув на высоте 350 м над уровнем моря. Устье расположено на границе Сосновца и Мысловиц. Высота устья — 243,8 м над уровнем моря.

## Историческое значение

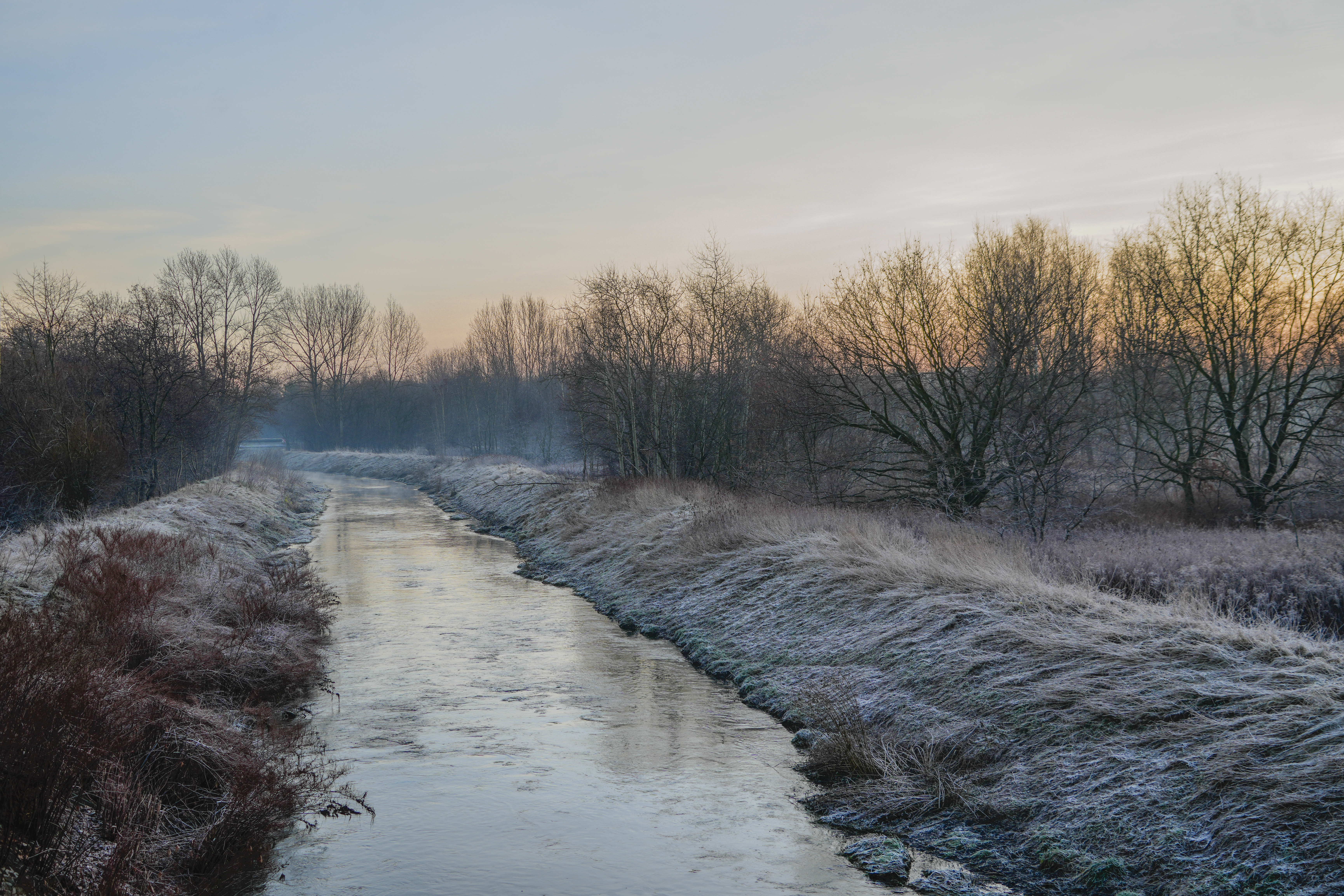
Брыница на границе Катовице и Сосновца

Река Брыница на протяжении истории служила естественной границей между Силезией и Малой Польшей. В 1443 году она стала границей между княжеством Севежским и Чехией. Во времена Силезских войн (1740—1763) река отделяла Пруссию от территории Польши.

## Хозяйственное значение

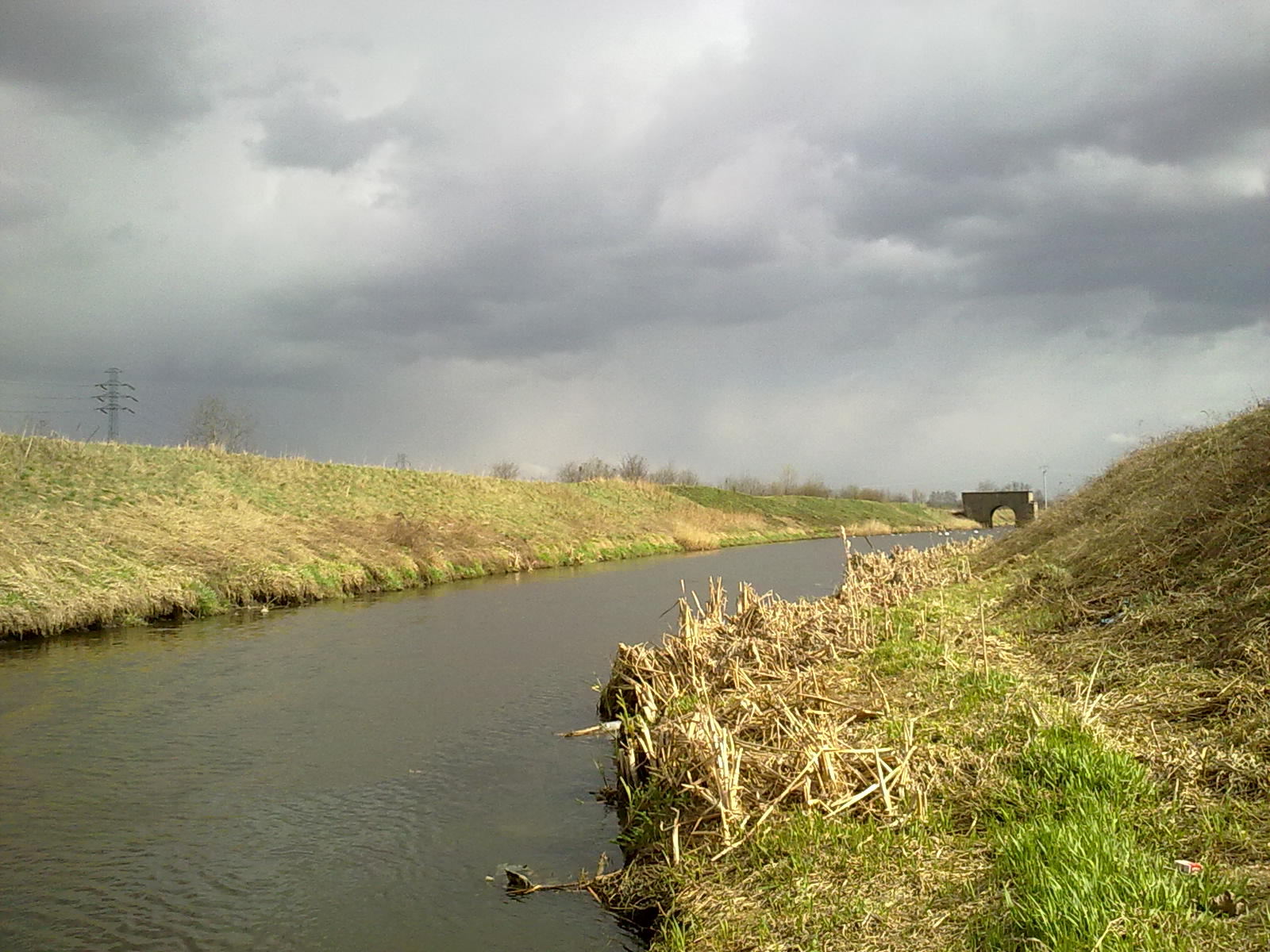
Брыница в районе Пекары-Слёнске

Брыница использовалась для перевозки грузов вплоть до города Челядзь. В верхнем течении реки находились многочисленные бобровые поселения, которые исчезли к XIV веку. Однако из-за интенсивного развития промышленности и добычи угля река стала загрязнённой и утратила своё первоначальное значение.